# Degrasi: The Next Generation
The Next Generation este un serial de televiziune dramă pentru adolescenți canadian și al patrulea serial din franciza Degrassi, care a fost creat de Linda Schuyler și Kit Hood în 1979.